# 북대구초등학교
북대구초등학교는 대한민국 대구광역시 북구 산격동에 있는 공립 초등학교이다.

## 학교 연혁
- 1983-12-08 설립 인가
- 1984-03-02 북대구국민학교 개교(21학급)
- 1996-03-01 북대구초등학교로 명칭 변경
- 2005-10-07 글숲 도서관 개관
- 2009년 3월 1일 제12대 박영춘 교장 부임
- 2009년 9월 25일 1층 꿈나루실 및 제1과학실 리모델링 완공
- 2010년 6월 14일 1교 1촌 자매결연(통영궁항어촌계)현장체험학습
- 2010년 12월 10일 북대구 곤충 생태관 설치
- 2010년 12월 26일 생활체육기구 6종 설치(북구청 지원사업)
- 2011년 9월 1일 제13대 오덕순 교장 부임
- 2011년 11월 16일 북대구관 개관식
- 2012-02-16 제27회 216명 졸업(총6,694명)
- 2012-03-01 2012학년도 32학급 편성(특수 2포함)
- 2012-03-02 2012학년도 신입생(남 38명, 여43명, 계81명) 입학
- 2013-03-04 2013학년도 신입생 111명 입학
- 2014-02-03 급식실 현대화 공사 완료, 학생 식당 운영
- 2014-02-13 제29회 127명 졸업
- 2014-03-03 2014학년도 입학생 104명 입학
- 2015-02-17 제30회 119명 졸업
- 2015-03-01 제14대 차재화 교장 부임
- 2015-03-02 2015학년도 신입생 89명 입학
- 2016년 2월 4일 제31회 118명 졸업
- 2016년 2월 25일 장애인 휠체어 리프트 왼공
- 2016년 3월 2일 2016학년도 신입생 76명 입학
- 2017년 2월 15일 제32회 119명 졸업(총 7,348명)

## 참고 자료
- 북대구초등학교 - 한국교육학술정보원 학교알리미